# 夏休み ハートはドキドキ!
「夏休み ハートはドキドキ!」（英題：Hormones、原題：ปิดเทอมใหญ่ หัวใจว้าวุ่น ピット・ターム・ヤイ　フアジャイ・ワーウン）は、2008年のタイ映画。

## 概要
ソンヨット・スックマークアナン監督の映画で、2008年3月20日にタイで公開され、上映館数は163館、公開した最初の一週間の興行収入は34.1百万タイバーツ、総興行収入は8千万バーツ。

## あらすじ
映画は夏休みの恋をテーマにした、以下の4つの物語が並行して進んでいく。劇中でパーティーが行われる店やデートに出かけたときに見る映画など共通して使われる場所やものはあるが、4つの物語は独立しており特に相互に影響を与えることはない。
競争する恋
プー（チャーリー・トライラット）とマイ（シラチャット・チアンターウォン）はチェンマイに住む、お互いをライバル視している親友で、学校の先輩女子からも人気があった。学期間休暇にバンコクから帰省した幼なじみの女の子ナナ（アンスマーリン・シラパットサクメーター）を見た2人は一目惚れし、日をわけてナナとデートし電話番号を聞き出す競争を始める。しかし、そのやりとりをナナはこっそり聞いており、2人のどちらにも電話番号を教えることはなかった。いつもの手が効かない2人は次第に焦りだす。
歌手との恋
オーレック（フォーカス・ジーラグン）は台湾の歌手ティティーに憧れており、高額なCDアルバムも等身大パネルのおまけ付きで購入していた。その等身大パネルを持って帰る道すがら、ティティーがバンコクでライブを行うことを知り、ティティーと話をしたい一心で中国語教室に通い出す。ところがティティーのバンコクでのライブは主催者都合で中止となり、失意のオーレックはティティーの曲に乗せて勉強した中国語を歌うビデオを作りティティーに送る。その後、家族で墓参りにでかけた先で、オーレックは思わぬ人に出会う。
浮気の恋
ハーン（チャンタウィット・タナセーウィー）の恋人のヌアン（タニヤー・アマリットチョー）はラジオ放送のインターンとしてタイ南部のトランに出かけていた。交際1年の記念日にヌアンに会おうと、サプライズのため予定より早く列車に乗ったハーンは、アオイ（蒼井そら）と出会う。実はハーンは日本の女性が大好きで、特に蒼井そらのAVがお気に入りだったのだ。アオイはパンガン島で開かれるフルムーンパーティーに一緒に行こうとハーンを誘い、ハーンはそれについていく。
片想いの恋
同級生の女の子シー（チュティマー・ティーパナート）に振り向いてもらおうと努力する、恋愛経験の乏しいジョー（ラッチュ・スラジャラット）。彼はお気に入りのDVDにあるテクニックを使ってシーを口説こうと努力するが振られてしまう。家族で出かけた市場の宣伝文句に勇気づけられプレゼントを買うも受け入れられない。最後の手段として、一晩かけて学校の掲示板にシーへの大きな誕生祝いメッセージを残そうとする。

## キャスト
- チャーリー・トライラット:プー
- シラチャット・チアンターウォン:マイ
- フォーカス・ジーラグン:オーレック
- ラッチュ・スラジャラット:ジョー
- チュティマー・ティーパナート:シー
- チャンタウィット・タナセーウィー:ハーン
- タニヤー・アマリットチョー:ヌアン
- アンスマーリン・シラパットサクメーター:ナナ
- 蒼井そら:アオイ

## 映画祭での上映
日本ではこの映画は一般上映されておらず、2018年4月現在まで日本語版DVD等のレンタル、セルなども行われていないが、以下の映画祭で上映されている。
- 第4回アジア海洋映画祭イン幕張 (2008)[2]
- 第8回大阪アジアン映画祭 (2013)[3]